# Gewone raket
De gewone raket (Sisymbrium officinale) is een plant uit de kruisbloemenfamilie (Brassicaceae) die voorkomt op braakliggend terrein, langs wegen en dijken. De botanische naam Sisymbrium komt uit het Latijn en betekent ‘waterkers’. Dit omdat tijdens de periode dat Linnaeus het plantenrijk indeelde, deze soort samen met de witte waterkers werd ondergebracht. Later is bij een herverdeling deze soort alleen overgebleven maar heette nog steeds Sisymbrium. Dit is nooit veranderd. De soortaanduiding officinale geeft aan dat aan de plant geneeskundige werking werd toegeschreven. De Nederlandse naam zou afgeleid zijn van het Franse Roquette, een wilde koolsoort.

## Kenmerken
Het is een 30-60 cm hoge, kruidachtige plant. Door de vertakkingen doet de raket aan een kandelaar denken. Het onderste gedeelte van het blad heeft een spiesvormige eindslip. De bovenste bladeren zijn ongedeeld.
De plant bloeit met dichte trossen die later langer worden, van mei tot september. De bloem is bleekgeel en klein (2-4 mm). De gewone raket draagt kortgesteelde, priemvormige, 8-20 mm lange hauwen die tegen de stengel zijn gedrukt. De bruine tot donkerbruine zaden zijn 1-1,3 lang en 0,5-0,6 mm breed.

## Toepassingen
De soortaanduiding officinale duidt erop dat aan de plant geneeskundige werking werd toegeschreven. Zij wordt nog wel in anti-hoestmiddelen en keelpastilles verwerkt en staat vermeld in de Franse farmacopee. Verder vindt het geneeskundig gebruik geen toepassing meer. Als slijmoplossend middel kan men een aftreksel van twee theelepels per kop water gebruiken tegen hoest en slijm.
De gewone raket wordt ook wel heeskruid genoemd, wegens zijn smerende werking op de stembanden.

## Fotogalerij

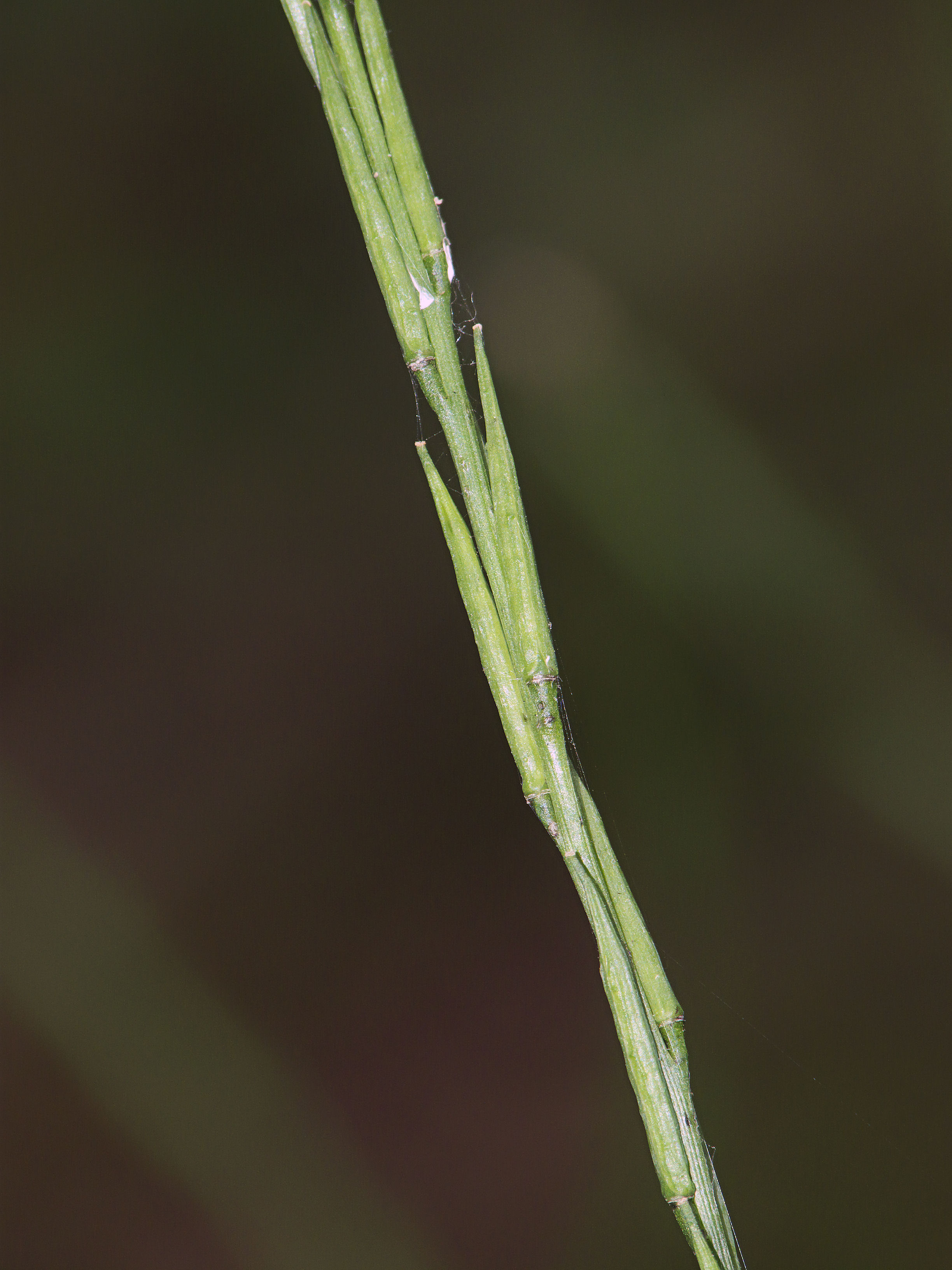
Hauwen
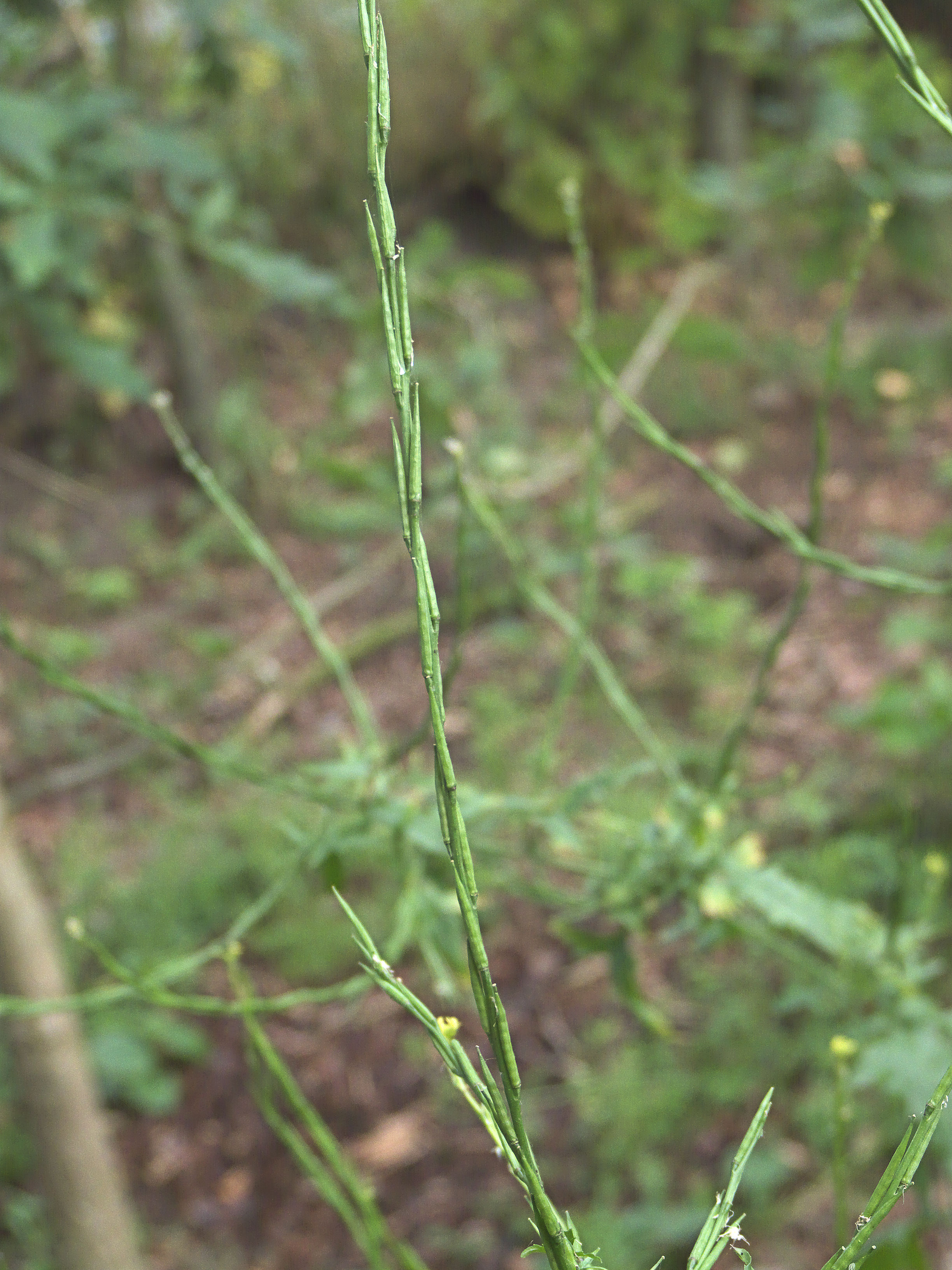
Hauwen
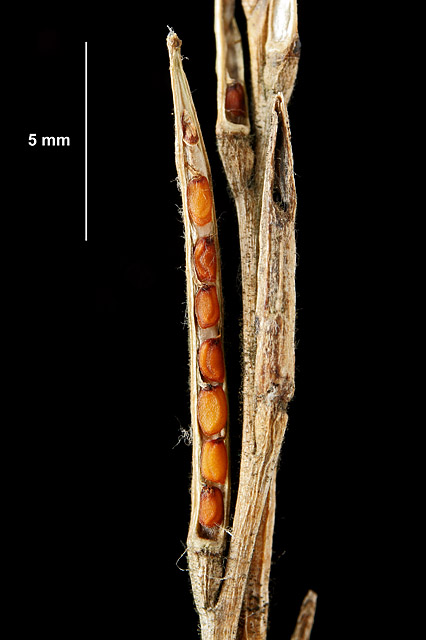
Hauw met zaden
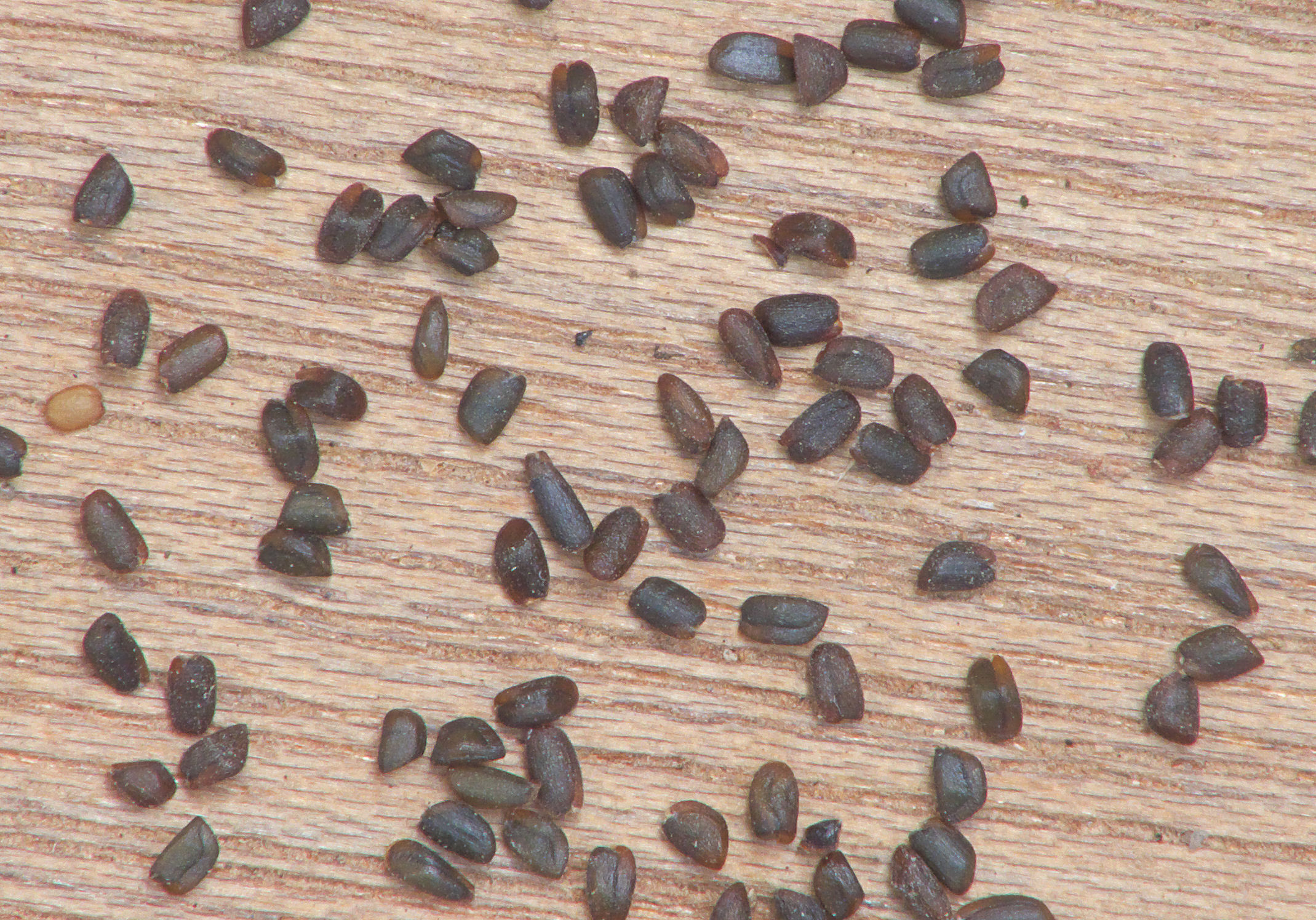
Zaden

... · 
S. altissimum (Hongaarse raket) · 
S. austriacum · 
S. austriacum subsp. chrysanthum (Maasraket) · 
S. crassifolium · 
Sisymbrium irio (Brede raket) · 
S. loeselii (Spiesraket) · 
S. officinale (Gewone raket) · 
S. orientale (Oosterse raket) · 
S. strictissimum · 
S. supinum (Liggende raket) · 
S. turczaninowii · 
S. volgense · 
...